# 张正德
张正德（1918年—1993年），男，安徽寿县人，中华人民共和国政治人物。

## 生平
早年毕业于寿县中学，后入学延安中央党校。第二次国共内战期间，担任热河省乌丹县县长、热河省民政厅厅长等职。中华人民共和国成立后，历任热河省政府副主席兼副省长、辽宁省人民委员会副省长、中共锦州市委书记。1979年，升任中共辽宁省委书记。1983年，当选辽宁省人大常委会主任。